# Isaac Kiese Thelin
Isaac Kiese Thelin (* 24. června 1992, Örebro, Švédsko) je švédský fotbalový útočník a reprezentant Švédska původem z DR Kongo, který v současné době hraje v klubu FC Girondins de Bordeaux.

## Reprezentační kariéra
Kiise Thelin nastupoval za švédské mládežnické reprezentace U17 a U21.
Trenér Håkan Ericson jej nominoval na Mistrovství Evropy hráčů do 21 let 2015 konané v Praze, Olomouci a Uherském Hradišti, kde získal se švédským týmem zlaté medaile.
V A-mužstvu Švédska debutoval 15. 11. 2014 v kvalifikačním utkání v Podgorici proti týmu Černé Hory (remíza 1:1).